# Otto Onge-serie
De Otto Onge-serie is een reeks van vier kinderboeken rond de schooljongen Otto Onge, verschenen in de jaren 1958-1960. De auteur, Willy van der Heide (pseud. van Willem van den Hout), is vooral bekend van zijn Bob Evers-serie. De hele reeks van vier avonturen speelt zich kort na elkaar af, van vlak voor de zomervakantie tot in de herfst, zodat Otto nauwelijks ouder wordt in de boeken. Een vijfde deel is wel geschreven maar nooit in druk uitgegeven.

## Hoofdpersonen
- Otto Onge, een twaalfjarige Amsterdamse jongen die voor de tweede keer in het eerste jaar van de HBS zit. Zijn voornaamste uiterlijke kenmerk zijn zijn afstaande flaporen. Verder beschikt hij over een fotografisch geheugen, maar alleen voor zaken die hem interesseren. Voor school moet hij net zo hard werken als een ander. Otto heeft geen moeder meer.
- Vader Onge, een reclameschilder en -ontwerper die de opvoeding van Otto in zijn eentje klaart, al komt af en toe een huishoudster de boel op orde brengen.
- Lodewijk Onge, broer van de vader en oom van Otto, inspecteur bij de Amsterdamse politie.

## De serie
De vier boeken, van ongeveer 160 bladzijden elk met enkele illustraties, spelen in het centrum van Amsterdam, tweemaal wordt voor het afwerken van het slot een uitstapje naar de Veluwe ondernomen. Hoewel de vier avonturenboeken zich zo snel opeenvolgend in de tijd afspelen dat Otto nauwelijks ouder wordt, maakt hij wel degelijk een ontwikkeling door. Hij raakt ervaren in het verzinnen van bruikbare smoesjes teneinde zich niet vast te kletsen als een crimineel hem betrapt bij het schaduwen. Ook leert hij de gave van zijn geheugen beter hanteren.
- Tam-Tam om een torpedoboot (1958)

Al fietsende wordt Otto door een man aangesproken, die haast heeft en Otto het voorstel doet vijf gulden te verdienen, waarvoor Otto 's mans postbusnummer op het postkantoor moet legen en de inhoud enkele uren later moet afgeven bij het Koffiehuis tegenover het Centraal Station. Otto gaat erop in, maar als hij het verhaal thuis vertelt blijkt dat oom Onge de postbus al een tijd in de gaten laat houden, want deze wordt gebruikt door een smokkelaarsbende. Zo raakt Otto in het avontuur betrokken en voert enkele opdrachten voor zijn oom uit, maar gaat ook op eigen houtje op onderzoek uit en wordt even gevangen gehouden in een pakhuis in de buurt van de Kloveniersburgwal. Bij dit eerste avontuur ontdekt Otto zijn fabelachtige geheugen.
- Buitenissigheden bij een bosbrand (1958)

Juist wanneer Otto zich daar bevindt, breekt op de Geldersekade na een explosie een grote brand uit. Otto is getuige en raakt aldus betrokken bij de opsporing van een pyromaan, die zijn activiteiten van Amsterdam verlegt naar de Veluwe in de buurt van Beekbergen.
- Een postroof met perikelen (1959)

Voor het eerst raakt Otto niet vanzelf betrokken in een avontuur, maar vraagt zijn oom hem vanwege zijn geheugen om assistentie bij een onderzoek. Een groep Engelse criminelen is naar Nederland gereisd om hier een postkantoor te beroven. Zij hebben afgesproken dat bij de parkeerplaats op het Rokin een Volkswagen als herkenningspunt zal fungeren. Otto moet de autonummers van alle in aanmerking komende wagens onthouden. Hij gaat echter zelfstandig op onderzoek en wordt gevangen gehouden in een ark aan de Stadhouderskade. Het avontuur eindigt op de Veluwe bij Beekbergen, alwaar het postkantoor zou worden overvallen.
- Slimmigheden met suikerzakjes (1960)

Nogmaals wordt Otto's assistentie gevraagd. Een postzegelhandelaar, wonende aan de Onbekende Gracht, treedt op als contactman van een bende wapenleveranciers. Hij gaat van de ene horecagelegenheid naar de andere, waar hij steeds een afspraak heeft, maar de politie die hem schaduwt kan niets verdachts ontdekken. De opmerkzame Otto moet de taak overnemen en de kleinste details in zijn geheugen opslaan. Locaties zijn onder meer het Americain Hotel en Eylders aan het Leidseplein.

## Niet in druk uitgekomen
Een vijfde titel is wel geschreven maar nooit uitgegeven. De reden hiervan is niet bekend maar zal waarschijnlijk met de matige verkoop van de serie te maken hebben. Op een veiling in 2000 is het manuscript aangeboden en verkocht echter de auteursrechten zijn bij de uitgever gebleven.
- Een Kapitaal voor een Krantenknipsel

Bij een reeks geheimzinnige inbraken wordt ogenschijnlijk niets buitgemaakt. Wanneer de inbreker wordt opgepakt ontdekt Otto dat hij enkele krantenknipsels bij zich heeft die uit één woord bestaan. Deze knipsels zitten verborgen in diverse meubelstukken en snuisterijen uit een nalatenschap. Otto en zijn vader ontdekken dat deze woorden de aanwijzing vormen waarmee een veel grotere nalatenschap gevonden kan worden.
Dit boek kent hetzelfde thema van de briefjesjacht als de eerste drie delen van de Bob Evers-serie en het nog oudere De Erfenis van een Zonderling.